# Judebolsjevism

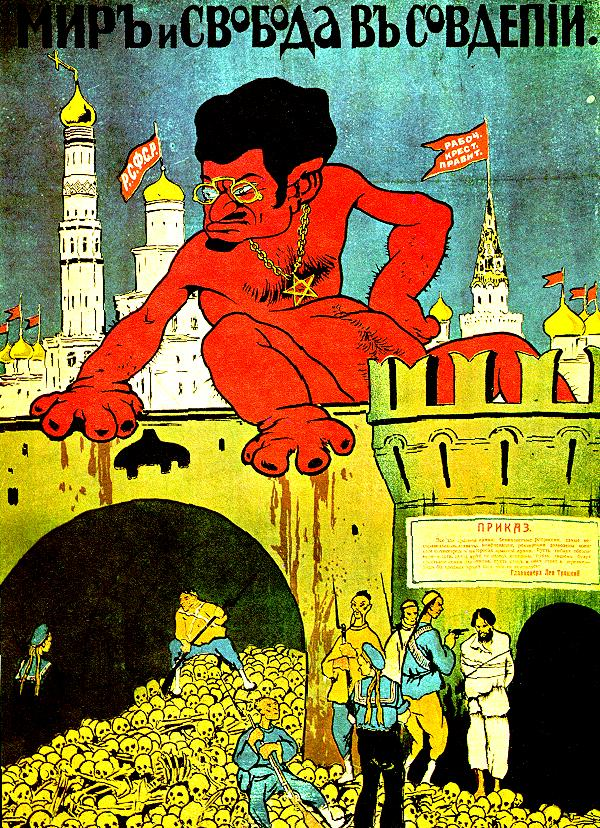
Antisemitisk affisch framställande Lev Trotskij som en djävul med övertydligt judiska drag, tryckt under ryska inbördeskriget.

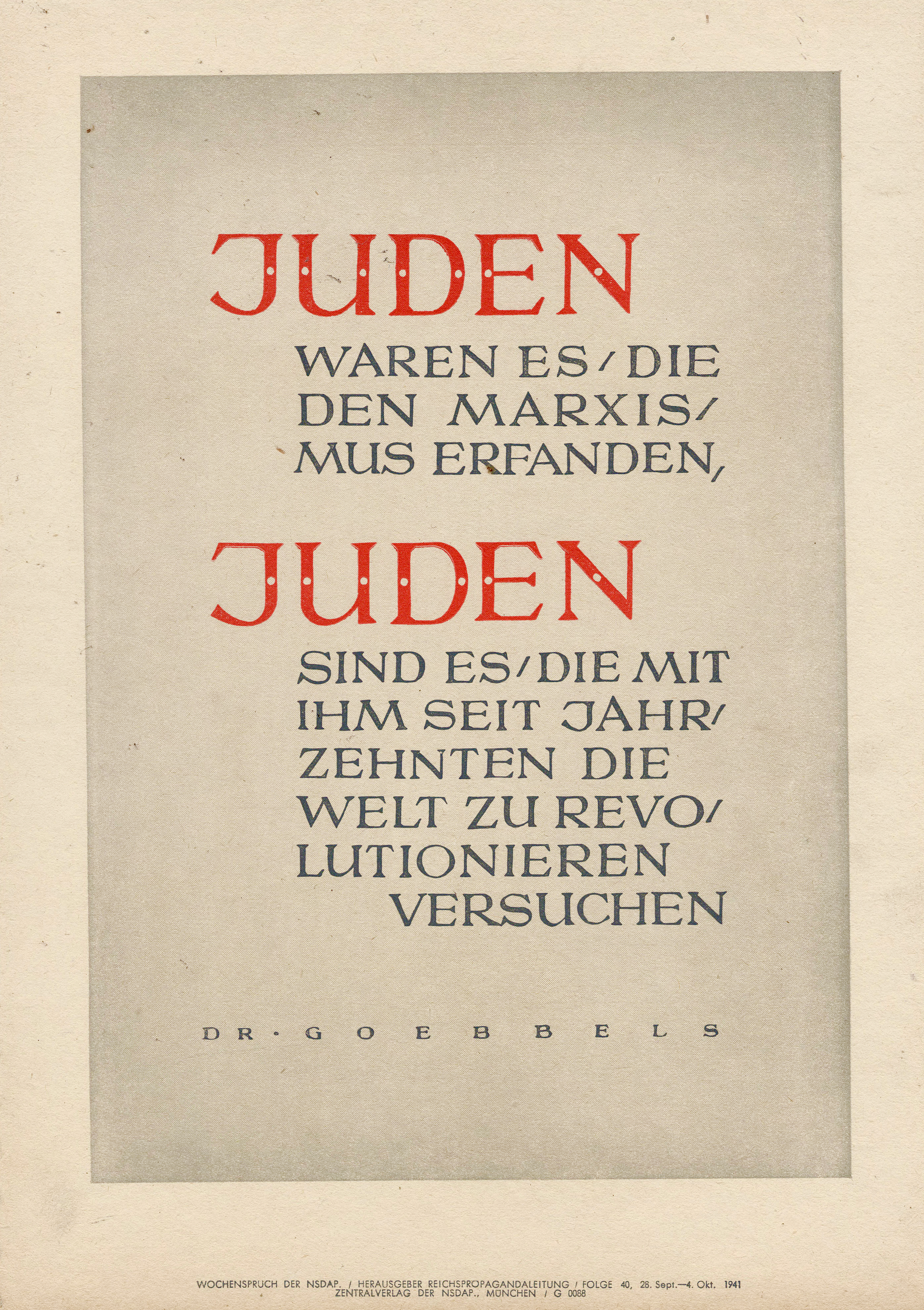
Tysk propagandaskrift utgiven hösten 1941, syftande till att övertyga tyskar att "judarna" givit upphov till marxismen och den sovjetiska regimen.

Judebolsjevism är en antisemitisk konspirationsteori som hävdar att judar låg bakom den ryska revolutionen 1917 och utgjorde den primära kraften bland bolsjevikerna. Ofta tilläggs att dessa judar har samverkan med förment judiska finansintressen i västeuropeiska stater och USA, som finansierat revolutionen i syfte att undergräva den traditionella, religiösa eller nationsbundna ordningen i världen, som ett hammare och städ som båda syftar till att upplösa nationalstater och inordna icke-judar i ett falskt medvetande. Teorin fick fäste omedelbart efter revolutionen och de västerländska interventionerna mot denna, och är bland annat en del av ZOG-konspirationsteorin, som hävdar att judarna kontrollerar världspolitiken. Den var en uttrycklig del i den nazistiska propagandan och världsbilden och motiverade anfallskriget på Sovjetunionen den 22 juni 1941, med den efterföljande den slutgiltiga lösningen. 

## Historia

### Förr
Uttrycket användes som titeln på en broschyr, Den judiska bolsjevismen, som blev aktuell efter oktoberrevolutionen 1917 i Ryssland, och hade en framträdande plats i propagandan från de antikommunistiska vita krafterna under ryska inbördeskriget. I Polen före andra världskriget, användes uttrycket Żydokomuna på samma sätt för att hävda att judarna konspirerade med Sovjetunionen för att erövra Polen.  Uttrycket judebolsjevism användes sedan i Nazityskland för att likställa judar med kommunister, med innebörden att den kommunistiska rörelsen tjänade judiska intressen och/eller att judar låg bakom kommunismen.
Vladimir Lenin införde efter maktövertagandet en sorts kvoteringsregel som innebar att om en folkkommissarie (minister) var av judiskt påbrå fick dennes biträdande inte vara det, vilket i viss mån avspeglar detta faktum. Teorin hävdar dock att judiska intressen skulle ha varit övervägande och helt dominerande bakom revolutionen och dess syften, vilket inte på något sätt kan beläggas. Ingen judisk sovjetmedborgare tjänade som generalsekreterare och vid ingen tidpunkt utgjordes centralkommittén av en majoritet av judisk börd. En vidare organiserad sammansvärjning av utländska judiska finansiärer (Alexander Parvus är ett namn som vanligen brukar lyftas fram i konspirationsteoretiska kretsar) som fortsatte efter revolutionen finns det mycket begränsade belägg för. Under Stalinregimen förföljdes särskilt judiska medlemmar av partiet svårt, vilket fortsatte in på 1950-talet med rena antisemitiska utrensningar inom samhället och byråkratin, samtidigt som bland annat georgier lyftes fram på ledande poster.[källa behövs]

### Modern tid
I modern tid har Rysslands president Vladimir Putin givit uttryck för liknande tankegångar. År 2013 hävdade han att bolsjevikernas första regering i Sovjet till 80 procent bestod av judar. Detta är felaktigt, även om flera framträdande bolsjeviker, som Trotskij, Kamenev, Zinovjev, Maksim Litvinov och Moisej Uritskij var judar, liksom ett flertal socialistiska teoretiker och revolutionärer utanför Sovjetunionen, bland andra Rosa Luxemburg, Léon Blum och Béla Kun hade judiskt påbrå. En folkräkning av partiets medlemmar från 1922 visar att judar visserligen var överrepresenterade i bolsjevikpartiet i relation till folkmängd: 5,2 % judiska partimedlemmarna mot 2 % av befolkningen. Samtidigt var 72 % av partimedlemmarna ryssar och sex andra etniciteter var i högre grad överrepresenterade än den judiska: polacker, litauer, letter, finnar, kaukasier (osetins) och estländare. I per capita partimedlemskap hade letter den högsta andelen per folkmängd, 78 medlemmar per tusen invånare, medan judar endast låg på 7,2 medlemmar per tusen invånare.